# Katedra Matki Bożej Dobrej Pomocy w Motherwell
Katedra w Motherwell (ang. Cathedral Church of Our Lady of Good Aid) – katedra rzymskokatolicka w Motherwell. Główna świątynia diecezji Motherwell. Mieści się przy Coursington Road.
Budowa świątyni zakończyła się w 1900, konsekrowana w 1900. Reprezentuje styl neogotycki. Nie posiada wieży.